# Reticulogyra
Reticulogyra es un género de foraminífero bentónico de la familia Austrotrillinidae, de la superfamilia Milioloidea, del suborden Miliolina y del orden Miliolida. Su especie tipo es Reticulogyra mirata. Su rango cronoestratigráfico abarca el Mioceno medio.

## Clasificación
Reticulogyra incluye a la siguiente especie:
- Reticulogyra mirata †